# Leonid Tibilov
Leonid Tibilov (Verkhny Dvan, 28 de março de 1952) é um político da Ossétia do Sul que ocupou o cargo de presidente do país ao vencer a eleição em 2012 até 2017. Foi chefe da KGB na Ossétia do Sul de 1992 a 1998.